# نو سا-یون
نو سا-یون (کره‌ای: 노사연؛ زادهٔ ۳ مارس ۱۹۵۷) خواننده، شخصیت تلویزیونی و دی‌جی رادیو اهل کره جنوبی است.